# Gran Logia Simbólica Española

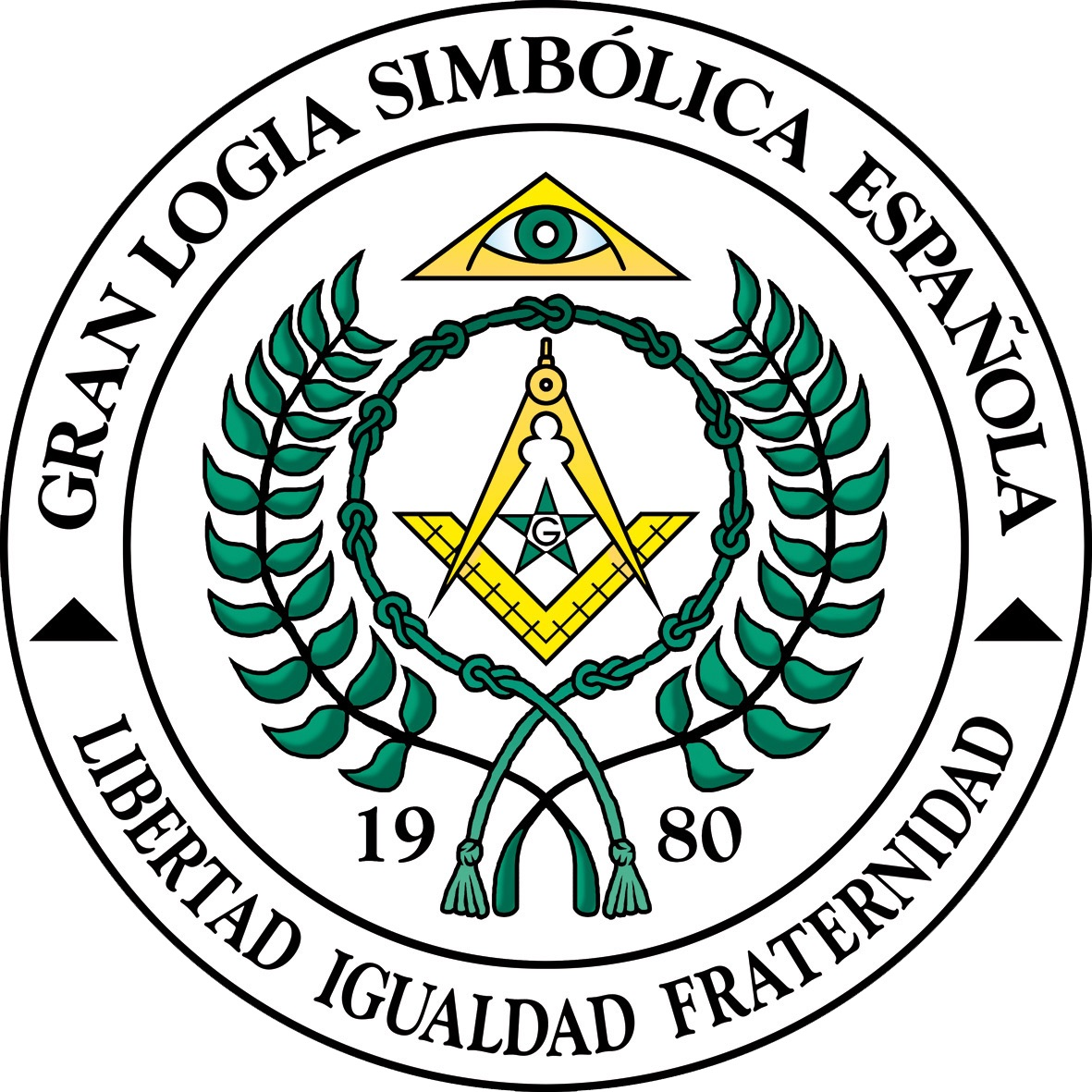
Sigillo della GLSE.

La Gran Logia Simbólica Española (in sigla GLSE; in italiano: Gran Loggia simbolica spagnola) è una delle principali Obbedienze massoniche (organizzazioni che integrano a varie Logge) esistenti in Spagna. Appartiene al gruppo di Obbedienze integrate in CLIPSAS, e si definisce come Obbedienza mista o ugualitaria, liberale e adogmatica.
Ad oggi si compone di 64 Logge attive in quattro Stati (Spagna, Francia, Belgio e Svezia) nelle quali lavorano circa 800 fratelli e sorelle.

## Storia

### Nella spagna franchista
Dopo la dittadura franchista, la Massoneria rientrò nella legalità in Spagna il 19 maggio 1979, grazie a una sentenza della Audiencia Nacional. Tale sentenza annullava una risoluzione del Ministero degli Interni (diretto allora da Rodolfo Martín Villa) che pretendeva mantenere la Massoneria in clandestinità.
La Gran Logia Simbólica Española si fondò l´anno seguente, il 15 maggio 1980 a Barcellona, con sede nella Calle de Avinyó. Prese il suo nome da quello di un'altra Obbedienza nata in Catalogna nel 1920. La GLSE nacque come federazione di Logge maschili, erede e rappresentante dei segni d´identità e degli ideali della Muratoria storica spagnola, al raccogliere i principî del Grande Oriente Español, federazione praticamente estinta sotto la persecuzione che sofferse durante la dittatura di Franco.
Com'era successo a Londra 263 anni prima, integrarono la GLSE Logge che avevano cominciato a funzionare clandestinamente prima della morte del dittatore. Vari tra i primi promotori provenivano dall'esilio europeo e americano. Alcune delle prime Logge furono “Minerva-Lleïaltat”, di Barcellona, creata in febbraio 1977; pure “Justícia”, nella medesima città, e molto presto “Hermes-Tolerancia”, a Madrid. Il primo Gran Maestro della GLSE fu Rafael Vilaplana Fuentes (1980-1987). Fin dal principio, il rito massonico ufficiale della GLSE fu il Rito Scozzese Antico ed Accettato (REAA), sebbene anni più tardi si adottò pure il Rito Francese. Nell'agosto del 2018 furono incorporati altri due riti: l'Antico e il Primitivo di Memphis-Mizraïm e il rito dell'Emulazione, di origine inglese.
Poco dopo la sua fondazione, nel 1983, la GLSE fu ammessa nel Centro di collegamento ed informazione delle potenze massoniche firmanti l'Appello di Strasburgo del 22 di gennaio del 1961 (Centre de liaison et d'information des puissances maçonniques signataires de l'appel de Strasbourg); è CLIPSAS, la grande organizzazione mondiale della Muratoria liberale. Le relazioni internazionali più strette si mantennero dal principio con il Gran Oriente di Francia, la Federazione belga del Droit Humain, il Gran Oriente del Belgio e la Gran Loggia d´Italia - ALAM. Oltre che con il Grande Oriente Lusitano (GOL), portoghese, dal 1986 fino a oggi.
Nel 1990 si decise dichiarare la laicità come uno dei valori centrali della Gran Logia Simbólica Española.

### L'ammissione delle donne
Un altro momento decisivo nella storia della GLSE ebbe luogo nel 1992, durante il mandato del secondo Gran Maestro, Roger Leveder Le Pottier. Già nel 1990 era incominciato il dibattito sul divenire “misti”, ossia sulla ammissione delle donne. Questo dibattito si concluse con l'Assemblea Generale del 27 di giugno del 1992, tenuta a Barcellona, con l'approvazione di una decisiva riforma dei Regolamenti della organizzazione. La GLSE ammette da allora sorelle come membri di pieno diritto e in regime di totale uguaglianza con i loro fratelli. Ciò fu quello che allora si chiamò “la triplice opzione”. La prima donna che si iniziò in una Loggia della GLSE fu Josefina Saló: fu presso la Loggia “Justícia nº 7”, di Barcellona, il 14 novembre 1992.
Nel 2000, una donna (Ascensión Tejerina) fu eletta Gran Maestre per la prima volta. Nel 2012 lo fu la aragonese Nieves Bayo. Ambedue furono rielette per un secondo mandato.

### La consolidazione interna e internazionale
Nel 1986, tre anni dopo l'ammissione nell'organizzazione, la GLSE organizzò a Madrid la Assemblea Generale Annuale di CLIPSAS, e ciò significò il riconoscimento della massoneria liberale del mondo per lo sforzo internazionale dei massoni spagnoli.  Però l'encomio definitivo a quello sforzo arrivò nel 1998 quando CLIPSAS tornò a riunirsi in Spagna (questa volta a Barcellona) e si elesse presidente il quarto Gran Maestro della GLSE, l'avvocato e scrittore basco Javier Otaola Bajeneta. Otaola presiedette CLIPSAS dal 1997 al 1999.
Da allora la GLSE non ha cessato di migliorare le sue relazioni con altre Obbedienze e organizzazioni massoniche di tutto il mondo. Attualmente, la GLSE mantiene relazioni di mutuo riconoscimento con 43 Obbedienze massoniche in Europa, Africa, Asia e America, ed è presente in tutti i fori importanti della Massoneria liberale del mondo. In aprile 2005 organizzò a Tarragona l'incontro della Unione Massonica del Mediterraneo, così come fece nel 2016 a Toledo. La UMM si compone attualmente di rappresentanti di dieci Paesi affacciati al Mediterraneo e si impegna nel processo di favorire il dialogo, la convivenza e il lavoro in comune tra tutti i Paesi membri.
Il 9 maggio 2009, durante il mandato del Gran Maestro Jordi Farrerons, la GLSE partecipò alla fondazione dello Spazio Massonico di Spagna (Espacio Masónico de España - EME), che coordina le quattro Obbedienze liberali più importanti con presenza in Spagna: la GLSE stessa, la Federazione Spagnola de Le Droit Humain, la Gran Loggia Femminile di Spagna e il Gran Oriente di Francia. Il 1º ottobre 2016 si inaugurò la nuova sede centrale della GLSE, sita presso Calle del Vallès di Barcellona, e si disse addio al vecchio tempio della Calle de Avinyò. Il 29 ottobre 2019, il Gran Maestro Xavier Molina ha presieduto l'inaugurazione della nuova e vasta sede a Madrid, di proprietà della GLSE e situata in Calle de Belianes, nei cui templi operano le logge di diverse altre organizzazioni massoniche.
Oggi, 2022, la Gran Loggia Simbolica spagnola integra 64 Logge attive e tre triangoli in quattro paesi (Spagna, Francia, Belgio e Svezia) in cui lavorano più di 900 uomini e donne.

## Descrizione
La GLSE appartiene alla tradizione francese o continentale della Massoneria mondiale. Differisce dalla tradizione inglese, che si autodefinisce “massoneria regolare”, nel fatto che quest'ultima obbliga i massoni a credere in un dio rivelato e nell'immortalità dell'anima, e non permette l'accesso alle donne. La GLSE, come molte altre organizzazioni massoniche di tutto il mondo, non condivide nessuna di queste due condizioni. La sua condizione di mista o egalitaria significa che, in nome del principio essenziale della uguaglianza, raccoglie nelle sue Logge tanto uomini come donne senza nessuna differenza né in diritti come in obblighi. Il termine liberale, in questo contesto, significa che nella GLSE non esistono incarichi vitalizi: tutti i suoi rappresentanti sono eletti liberamente da tutti i massoni per un periodo fisso che solo può essere rinnovato una volta. L'assenza di dogmi, che procede pure dalla tradizione della Massoneria continentale europea, implica che la GLSE non esige che i suoi membri siano teisti né che siano deisti: considera che le credenze religiose, o l'assenza di credenze, appartengono al pensiero più intimo di ogni massone. Così facendo, condivide il principio del secolarismo secondo il quale nessuno deve imporre le sue credenze agli altri, e considera essenziale la difesa di uno spazio di convivenza civile e comune a tutti in cui tutte le credenze, o mancanza di esse, possano coesistere in un piano di parità, in piena libertà e senza il pur minimo privilegio per nessuno. La GLSE lascia alla libera interpretazione dei suoi membri la figura del Grande Architetto dell'Universo.
La GLSE, oltre ad appartenere a CLIPSAS, fa parte della Unione Massonica del Mediterraneo (UMM), della Alleanza Massonica Europea (AME), di COMALACE (Contribution des Obédiences Maçonniques Libérales et Adogmatiques à la Construction Européenne) ed è fondatrice dello Spazio Massonico di Spagna (Espacio Masónico de España - EME).

## Logge iscritte nella GLSE
- - Rispettabile Loggia Minerva-Lleialtat, nº 1 (Barcelona)
  - Rispettabile Loggia La Luz, nº 4 (Gand, Belgio)
  - Rispettabile Loggia Justícia nº 7 (Barcelona)
  - Rispettabile Loggia Hermes-Tolerancia nº 8 (Madrid)
  - Rispettabile Loggia Manuel Iradier, nº 26 (Vitoria)
  - Rispettabile Loggia Obreros de Hiram, nº 29 (Sevilla)
  - Rispettabile Loggia Resurreción nº 30 (San Roque, Cádiz)
  - Rispettabile Loggia Amanecer nº 31 (Madrid)
  - Rispettabile Loggia Descartes nº 35 (Barcelona)
  - Rispettabile Loggia Lluís Vives, nº 37 (Valencia)
  - Rispettabile Loggia Justícia VII, nº 38 (Barcelona)
  - Rispettabile Loggia François Aragó nº 42 (Perpignan, Francia)
  - Rispettabile Loggia Concòrdia-Barcino nº 43 (Barcelona)
  - Rispettabile Loggia Arte Real nº 44 (Madrid)
  - Rispettabile Loggia La Fraternitat del Vallès nº 45 (Terrassa, Barcelona)
  - Rispettabile Loggia Indivisible, nº 51 (Valladolid)
  - Rispettabile Loggia Altuna, nº 52 (Donostia/San Sebastián)
  - Rispettabile Loggia Logos nº 53 (Palma de Mallorca)
  - Rispettabile Loggia Iod del Maresme, nº 59 (Mataró, Barcelona)
  - Rispettabile Loggia Manuel Fabra nº 60 (Castellón)
  - Rispettabile Loggia Artesanos de la Luz nº 62 (Estocolmo, Suecia)
  - Rispettabile Loggia Luz del Norte, nº 63 (Bilbao)
  - Rispettabile Loggia Renacimiento nº 64 (Madrid)
  - Rispettabile Loggia Nueva Era 93, nº 65 (La Laguna, Tenerife)
  - Rispettabile Loggia Mediodía nº 66 (Sevilla)
  - Rispettabile Loggia Llum i Llibertat nº 67 (Tarragona)
  - Rispettabile Loggia Bentayga, nº 68 (Las Palmas de Gran Canaria)
  - Rispettabile Loggia Puerta de Oriente, nº 69 (Almería)
  - Rispettabile Loggia Pedra Tallada nº 70 (Palafrugell, Girona)
  - Rispettabile Loggia Odisea nº 71 (Jerez de la Frontera, Cádiz)
  - Rispettabile Loggia Aurora nº 72 (Marbella, Málaga)
  - Rispettabile Loggia Lux Malacitana nº 74 (Málaga)
  - Rispettabile Loggia Icària, nº 75 (Barcelona)
  - Rispettabile Loggia Mariana de Pineda nº 76 (Granada)
  - Rispettabile Loggia Galicia, nº 77 (A Coruña)
  - Rispettabile Loggia Sapere Aude, n°78 (Palma de Mallorca)
  - Rispettabile Loggia Xavier Mina nº 79 (Pamplona)
  - Rispettabile Loggia Obradoiro-Keltoy, nº80 (Vigo)
  - Rispettabile Loggia Ágora, nº81 (Valencia)
  - Rispettabile Loggia Ciència i Llibertat n2 82 (Sant Andreu del Palomar, Barcelona)
  - Rispettabile Loggia Mediterrània nº 83 (Barcelona)
  - Rispettabile Loggia Porta de Denderah nº 84 (Barcelona)
  - Rispettabile Loggia Acacia nº 85 (Barcelona)
  - Rispettabile Loggia Ariadna nº 86 (Sevilla)
  - Rispettabile Loggia Sapientia-Ars Vivendi nº 87 (Salamanca)
  - Rispettabile Loggia Siste Viator nº 88 (Sta. Cruz de Tenerife)
  - Rispettabile Loggia Atanor nº 89 (A Coruña)
  - Rispettabile Loggia Librepensamiento n.º 90 (Zaragoza)
  - Rispettabile Loggia Mitra n.º 91 (Murcia)
  - Rispettabile Loggia Dos de Mayo n.º 92 (Las Rozas, Madrid)
  - Rispettabile Loggia Liberación n.º 93 (La Línea de la Concepción, Cádiz)
  - Rispettabile Loggia de las Artes y las Ciencias n.º 94 (Madrid)
  - Rispettabile Loggia Maxorata n.º 95 (Fuerteventura, Canarias)
  - Rispettabile Loggia Terre de Grenades nº 96 (Perpignan, Francia)
  - Rispettabile Loggia El Olivo y la Acacia nº 97 (Jaén)
  - Rispettabile Loggia Fraternité Universelle Hypatie nº 98 (Alicante)
  - Rispettabile Loggia Gea nº 99 (Madrid)
  - Rispettabile Loggia Cagliostro n.º 100 (Las Palmas de Gran Canaria)
  - Rispettabile Loggia Hispanoamericana n.º 101 (Valencia)
  - Rispettabile Loggia Migdia n.º102 (Castellón de La Plana)
  - Rispettabile Loggia Antonio Machado n.º 103 (Sevilla)
  - Rispettabile Loggia di Studi Theorema
  - Rispettabile Loggia di Studi Heredom
  - Triangolo massonico Arte Real Toledo (Toledo)
  - Triangolo massonico Luz del Alba (Guadalajara)

## Grandi Maestri della GLSE
1. Rafael Vilaplana Fuentes (1980-1987) †
2. Roger Leveder Le Pottier (1987-1993) †
3. Joan García Grau (1993-1997) †
4. Javier Otaola Bajeneta (1997-2000)
5. Ascensión Tejerina Hernández (2000-2006)
6. Jordi Farrerons Farré (2006-2012)
7. Nieves Bayo Gallego (2012-2018)
8. Xavier Molina Figueras (2018- )

## Organizzazioni statali ed internazionali
La Gran Loggia Simbolica Spagnola appartiene alle seguenti organizzazioni massoniche:
- CLIPSAS (Unione di Strasburgo)
- Unione Massonica del Mediterraneo (UMM)
- Alleanza Massonica Europea (AME)
- COMALACE (Contribuzione alla Costruzione Europea)
- Spazio Massonico della Spagna (EME)

## Trattati d'Amicizia
La Gran Loggia Simbolica Spagnola ha firmati Trattati di Amicizia e Mutuo Riconoscimento con le seguenti organizzazioni massoniche:

### Europa
Austria:
- Grossorient von Österreich (2003).

Belgio:
- Grande Loge Féminine de Belgique (GLFB) (2011).
- Grand Orient de Belgique (2009).
- Grande Loge de Belgique (GLB) (2014).

Croazia:
- Gran Logia Nacional de Croacia (GLNC) (abril 2017).

Spagna:
- Supremo Consejo Masónico de España (SCME) (2003)
- Gran Logia Femenina de España (GLFE) (2008)
- Grande Oriente Ibérico (GOI), 2016
- Federación Española de la Orden Masónica Internacional Le Droit Humain, el Derecho Humano (2011)
- Gran Capítulo General de España (GCGE) (2011)

Francia:
- Grande Loge Mixte Universelle (GLMU) (2006)
- Grand Loge Independante et souverain des Rites Unis (GLISRU (2007)
- Grand Orient de France (GOdF) (2008)

Grecia:
- Serenísimo Gran Oriente de Grecia (1992)
- Orden Masónica Internacional “DELPHI” (2007)

Italia:
- Gran Loggia d’Italia (2004)

Lussemburgo:
- Gran Oriente de Luxemburgo (2013)

Portogallo:
- Grande Oriente Lusitano (1990)
- Gran Logia Simbólica de Portugal (2014)
- Gran Logia Simbólica de Lusitania (GLSL) (junio 2017)

Polonia:
- Gran Oriente de Polonia (GOP) (noviembre 2017)

Regno Unito:
- Federacion Britanica del Derecho Humano (LDH)

Romania:
- Grande Loge Féminine de Roumanie (2005)

Slovenia:
- Gran Oriente de Eslovenia (GOES) (abril 2017)

Svizzera:
- Grand Orient de Suisse (2014)

Turchia:
- Gran Logia Liberal de Turquía (2006)

### Africa
Congo:
- Grands Orient et Loge Associés du Congo (GOLAC) (2000)

### America
Argentina:
- Gran Oriente Federal de la República de Argentina (GOFRA) (2008)

Brasile:
- Soberana Grande Loja Arquitetos de Aquário (1997)
- Grande Loja Maçónica Mista do Brasil (2002)

Canada:
- Grande Loge Nationale du Canada (1996)

Cile:
- Gran Logia Mixta de Chile (2008)

Colombia:
- Federación Colombiana de Logias Masónicas (2008)
- Gran Logia Simbólica de Colombia (2011)

Ecuador:
- Gran Oriente Latinoamericano (GOLA) (2007)

Stati Uniti:
- Gran Logia de Lengua Española para los EE UU de Norte América (1992)
- Gran Logia George Washington Union (2003)
- Grande Loge Haitienne de St. Jean des Orients d’Outremer (2003)
- Gran Oriente de Estados Unidos de América (2010)

Perù:
- Gran Logia Constitucional de los Masones de la República del Perú (2008)

Uruguay:
- Gran Oriente de la Francmasonería Mixta Universal de Uruguay (GOFMU) (2008)

### Mediterraneo
Libano:
- Grand Loge Unie du Liban (2010)
- Gran Logia Unificada del Líbano (GLUL) (abril 2017)

Malta:
- Gran Logia de Malta (GLM) (agosto 2017)

Marocco:
- Grande Loge du Maroc (2011)
- Grande Loge Féminine du Maroc